# Peperomia microlepis
Peperomia microlepis är en pepparväxtart som beskrevs av William Trelease. Peperomia microlepis ingår i släktet peperomior, och familjen pepparväxter. Inga underarter finns listade i Catalogue of Life.